# 夢斬涇河龍
夢斬涇河龍是中國古典小說的一段傳奇，明代吳承恩作百回本《西遊記》引用為唐太宗遊地府的楔子。 然而，在《唐太宗入冥記》及《隋唐演義》，唐太宗遊地府的緣由是玄武門之變，及其陣亡將士的鬼魂。

## 故事
唐代貞觀年間的長安城外涇河邊，有位樵夫與漁夫在一起聊天，漁夫告訴樵夫住在長安城西門街有位卜卦高人，卦術其準，只要每天送他一條鯉魚，就能指點捕到更多漁獲。河中的蝦兵聽見後，連忙將此事報告涇河龍王。龍王聽後非常生氣，化身為秀才到長安城與卜卦高人賭雨，称若賭贏他後要拆卜卦的招牌。
龍王回到龍宮後，接到天庭敕旨，果然如同卜卦高人所言，降雨時辰和點數分毫不差，不甘心的龍王決定私改旨令更改降雨时辰。次日龍王再化身到城內，準備拆掉卜卦的招牌，卻被卜卦高人告之龙王因擅改指令而引來殺身之禍，將由武曲星魏徵處斬。龍王聽後立即向唐太宗求救，太宗答應龍王拖著魏徵，不讓魏徵前去行刑。第二日，太宗召見魏徵入皇宮對弈下棋，途中魏徵突然伏在案邊打瞌睡，太宗以为魏征劳累，并未起疑心。
魏徵醒後向太宗告罪，稟報在夢中神遊，已經將龍王斬首。太宗聽完悲喜交加，一喜則朝中有當代人臣豪傑，一悲則未能實現對龍王的諾言。

## 其他版本
貞觀年間，唐都長安城旱魃肆虐，連年乾旱無雨，於是百姓向上天祈求降雨。某日，有位鬼谷子先生算定次日降雨，掌雨的金角老龍不信，與鬼谷子先生打賭。老龍回府查看雨簿，果真如鬼谷子先生所言，絲毫不差，於是私自篡改雨簿，結果城內降下暴雨，淹死許多百姓，城外田地卻依然乾旱，禾苗枯死，莊稼顆粒無收。
有位忠臣將此事奏聞玉帝，玉帝大怒，降罪將金角老龍斬首示眾。老龍極為恐懼，入皇宮求唐太宗保命，太宗念其以往功德，恩准免去死罪。次日召請執行監斬的丞相魏徵進宮下棋，行刑時刻在即，魏徵無計脫身，於是伏案酣睡，夢中將金角老龍斬首，龍首落下凡間示眾。

## 相關作品
- 《西遊記》（世德堂本），明代吳承恩作章回小說，其中〈第十回〉描述魏徵斬涇龍王，為唐太宗遊地府的緣起。

- 《永樂大典》第13139卷。[2]

- 《魏徵斬龍》，1970年香港電影，屠光啟導演暨編劇，楊群、崔福生主演。

- 《魏徵斬龍》，民間傳統戲曲。

- 《屠龍魂》，明華園黃字劇劇團演出劇目，袁天罡與涇河龍王溫戟打賭降雨。

- 《夢斬涇龍》，中華民國郵政特種郵票D546的其中一枚，2010年7月7日出版，張正成設計。[3]

## 另見
- 門神
- 唐太宗遊地府
- 李靖代龍降雨